# لو یاشین
لِو ایوانوویچ یاشین (که بیشتر با نام لو یاشین شناخته می‌شود) (به روسی: Лев Ива́нович Я́шин)‏ ملقب به «عنکبوت سیاه» یا «پلنگ سیاه» (زادهٔ ۲۲ اکتبر ۱۹۲۹ – درگذشت ۲۰ مارس ۱۹۹۰) دروازه‌بان نامدار و افسانه ای تیم ملی فوتبال شوروی بود که از او به عنوان یکی از بهترین دروازه‌بانان تاریخ فوتبال یاد می‌شود. یاشین بارها (از جمله در جام جهانی) برای تیم ملی شوروی به میدان رفت. او به دفع ضربات پنالتی معروف بود و در دوران حرفه‌ای‌اش بیش از ۱۵۰ پنالتی مهار کرد و ۲۲۰ کلین شیت ثبت کرد و نیز تنها دروازه‌بان تاریخ فوتبال است که توپ طلا را کسب کرده‌است. از او در آن روزگار به غیر از فضانوردان روس ، یاشین چهره نوآوری و پیشرفت اتحاد جماهیر شوروی محسوب میشد و درواقع او به یوری گاگارین دروازه بانی معروف است. او در ۱۴ دسامبر سال ۲۰۲۰، به انتخاب بیش از ۱۷۰ خبرنگار و کارشناس برتر جهان به عنوان بهترین دروازه‌بان تاریخ فوتبال، بالاتر از بوفون و نویر انتخاب شد. او همچنین به انتخاب فیفا به عنوان عضوی از تیم رؤیایی جام جهانی فوتبال انتخاب شد.

## زندگی
یاشین در سال ۱۹۲۹ متولد شد او سختی های بسیار زیادی را تحمل کرد وقتی فقط شش سال داشت مادرش بر اثر سل از دنیا رفت و وقتی یازده ساله شد به همراه پدرش که کارگر صنعتگر بود در کارخانه ساخت قطعات هواپیما کار کرد رژیم غذایی وحشتناک در شوروی بخصوص در دوران جنگ جهانی دوم باعث شد اون زخم معده بگیرد و تا ابد نیز همیشه شیشه بی کربنات همراه داشته باشد تا دردش را کمی تسکین دهد البته او با استفاده از الکل و سیگار سعی میکرد عضله هایش را باز کند افرادی که اولین بازی اورا دیدند حتی فکرش هم نمیکردند او به بهترین دروازه بان تاریخ تبدیل شود او روی لباسش استفراغ زد او مدتی از فوتبال فاصله گرفت و برای تیم هاکی روی یخ دینامو مسکو بازی کرد و با اعتماد به نفس دوباره به فوتبال بازگشت و بین سال‌های ۱۹۵۴ تا ۱۹۶۷ اولین انتخاب برای ایستادن در دروازهٔ اتحاد جماهیر شوروی بود. در این مدت او با تیم ملی کشورش در سه دورهٔ جام جهانی یعنی جام جهانی ۱۹۵۸، ۱۹۶۲ و ۱۹۶۶ شرکت کرد، بازی‌های خوب او در جام آخر باعث شد تا اتحاد جماهیر شوروی در ۱۹۶۶ به نیمه‌نهایی راه یابد. او همچنین در قهرمانی تیم فوتبال اتحاد جماهیر شوروی در سال ۱۹۵۶ در بازی‌های المپیک ملبورن سهم به‌سزایی داشت. یاشین چهار سال بعد به همراه تیمش فاتح جام ملت‌های اروپا ۱۹۶۰ شد.

## افتخارات
از مهم‌ترین موفقیت‌های او این بود که در سال ۱۹۶۳ به‌عنوان بهترین بازیکن اروپا شناخته شد، او همچنان تنها گلری است که این افتخار نصیب او شده‌است. یاشین در سن ۴۱ سالگی از بازی فوتبال خداحافظی کرد و بازی خداحافظی او در سال ۱۹۷۱ در مقابل تیم ستارگان اروپا انجام شد. عنکبوت سیاه لقبی بود که به دروازه‌بان افسانه‌ای شوروی داده بودند. او مدتی در تیم هاکی روی یخ دینامو به عنوان دروازه‌بان بازی کرد و همراه این تیم در سال ۱۹۵۳ قهرمان شوروی شد ولی از این سال به بعد به‌طور جدی به فوتبال پرداخت و طی یک سال به پیراهن تیم ملی رسید. 
اولین بازی ملی وی در برابر تیم ملی سوئد و در ۸ سپتامبر ۱۹۵۴ بود که با پیروزی (۷-صفر) شوروی به پایان رسید. از این پس او به دروازه‌بان اصلی تیم ملی شوروی بدل شد، دروازه‌بانی که عامل موفقیت‌های این تیم در سال‌های بعد بود. در المپیک ۱۹۵۶ ملبورن به لطف درخشش یاشین، تیم شوروی به مدال طلای فوتبال دست یافت و دو سال بعد در جام جهانی ۱۹۵۸ حضور پیدا کرد. اوج موفقیت‌های شوروی در این سال‌ها، اولین دورهٔ جام ملت‌های اروپا به سال ۱۹۶۰ بود که با هنرنمایی یاشین پس از پیروزی بر تیم یوگسلاوی (۲–۱) با فتح جام به پایان رسید و افسانهٔ عنکبوت سیاه آغاز شد.
در جام جهانی ۱۹۶۶ انگلستان، تیم شوروی با رهبری دروازه‌بان خود تا مرحلهٔ نیمه‌نهایی پیش رفت و در نهایت به مقام چهارم رسید. یاشین در سال ۱۹۶۳ عنوان بازیکن سال اروپا را به دست آورد، عنوانی که تنها یک بار به یک دروازه‌بان تعلق گرفته‌است. پس از سال‌ها درخشش و افتخارآفرینی در سطح ملی، لو یاشین در ژانویهٔ ۱۹۷۱ درحالی‌که ۷۴ بار پیراهن تیم ملی کشورش را به تن کرد و برای دینامو مسکو ۳۲۶ بازی انجام داده بود از دنیای فوتبال خداحافظی کرد.

### بازی تیم منتخب جهان و انگلستان
سال ۱۹۶۳ نقطهٔ قوت یاشین در دوران حرفه‌ای‌اش بود. در بازی‌ای که بین تیم منتخب جهان و تیم ملی انگلستان برگزار شد، یاشین در درون دروازهٔ تیم منتخب جهان قرار داشت و با عملکردی باورنکردنی و عالی یکی از بهترین عملکردهای یک دروازه‌بان در طول تاریخ فوتبال را رقم زد.
در انتهای همان سال برای اولین بار توپ طلای جهان را دریافت کرد و تاکنون اولین و تنها دروازه‌بان در طول تاریخ فوتبال بوده‌است که توپ طلای جهان را کسب کرده‌است.

## خداحافظی با فوتبال
او در ۲۰۷ مسابقه از ۴۳۸ دیدار رسمی خود (۴۷٪) گلی دریافت نکرد که رکوردی جالب توجه است. در سال ۱۹۸۶ به علت جراحت زانو مجبور به انجام عمل جراحی شد که در نهایت ادامهٔ زندگی او به قطع یکی از پاهایش منوط شد. یاشین در ماه مارس ۱۹۹۰ پس از انجام ۸۱۲ بازی ملی و باشگاهی از دنیا رفت. فیفا به احترام وی از جام جهانی ۱۹۹۴ جایزه‌ای را تحت نام یاشین به بهترین دروازه‌بان جام جهانی اهدا می‌کند.